# 1992 في تونس
فيما يلي قوائم الأحداث التي وقعت خلال عام 1992 في تونس.

## ظهور
- 1 مارس – العازفات

## أفلام
من الأفلام التي صدرت هذه السنة في تونس:
- 1 يناير – بزناس من إخراج نوري بوزيد.
- 1 يناير – يا سلطان المدينة من إخراج المنصف ذويب.

## مواليد

### يناير
- 1 يناير – علية البريقي لاعب كرة قدم تونسي.
- 6 يناير – طه ياسين الخنيسي لاعب كرة قدم تونسي.
- 28 يناير – أسامة الحدادي لاعب كرة قدم تونسي.

### مارس
- 3 مارس – محمد مثناني لاعب كرة قدم تونسي.
- 18 مارس – فرجاني ساسي لاعب كرة قدم تونسي.

### مايو
- 3 مايو – محمد أمين بن عمر لاعب كرة قدم تونسي.

### يوليو
- 25 يوليو – حمزة المثلولي لاعب كرة قدم تونسي.

### أكتوبر
- 28 أكتوبر – حمدي النقاز لاعب كرة قدم تونسي.

### ديسمبر
- 22 ديسمبر – أنيس عمري
- 25 ديسمبر – مروان دهار لاعب كرة قدم جزائري.

## وفيات

### يناير
- 12 يناير – فضيلة ختمي (مواليد 1905) ممثلة تونسية.